# Aratinga andina
L'aratinga andina o aratinga cordillerana (Psittacara frontatus) és una espècie d'ocell de la família dels psitàcids que habita zones de muntanya de l'Equador i el Perú.